# 리코 (1989년)

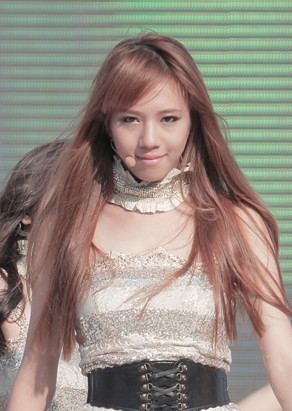

리코(1989년 3월 10일 ~ )는 대한민국의 가수 겸 연기자이다.

## 출연작

### 드라마
- 《요정 컴미》 (2000년, KBS2) - 메어리 역[1]

### 영화
- 《깊은 슬픔》 (1997년)
- 《남자의 향기》 (1998년)
- 《링》 (1999년) - 어린 은서 역
- 《구멍》 (2000년) - 어린 수연 역
- 《비천무》 (2000년) - 어린 설리 역
- 《가위》 (2000년) - 어린 예진 역
- 《아이 러브 유》 (2001년) - 어린 유진 역
- 《챠오》 (2001년)
- 《인어공주》 (2004년) - 어린 잠녀들 역

## 학력
- 숙명여자대학교 언론정보학과